# Atentatele din 11 septembrie 2001

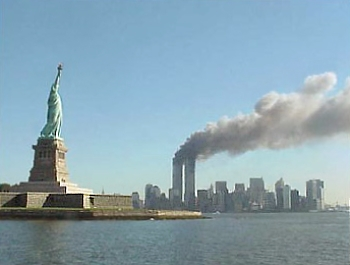
9-11, Statuia libertății, WTC

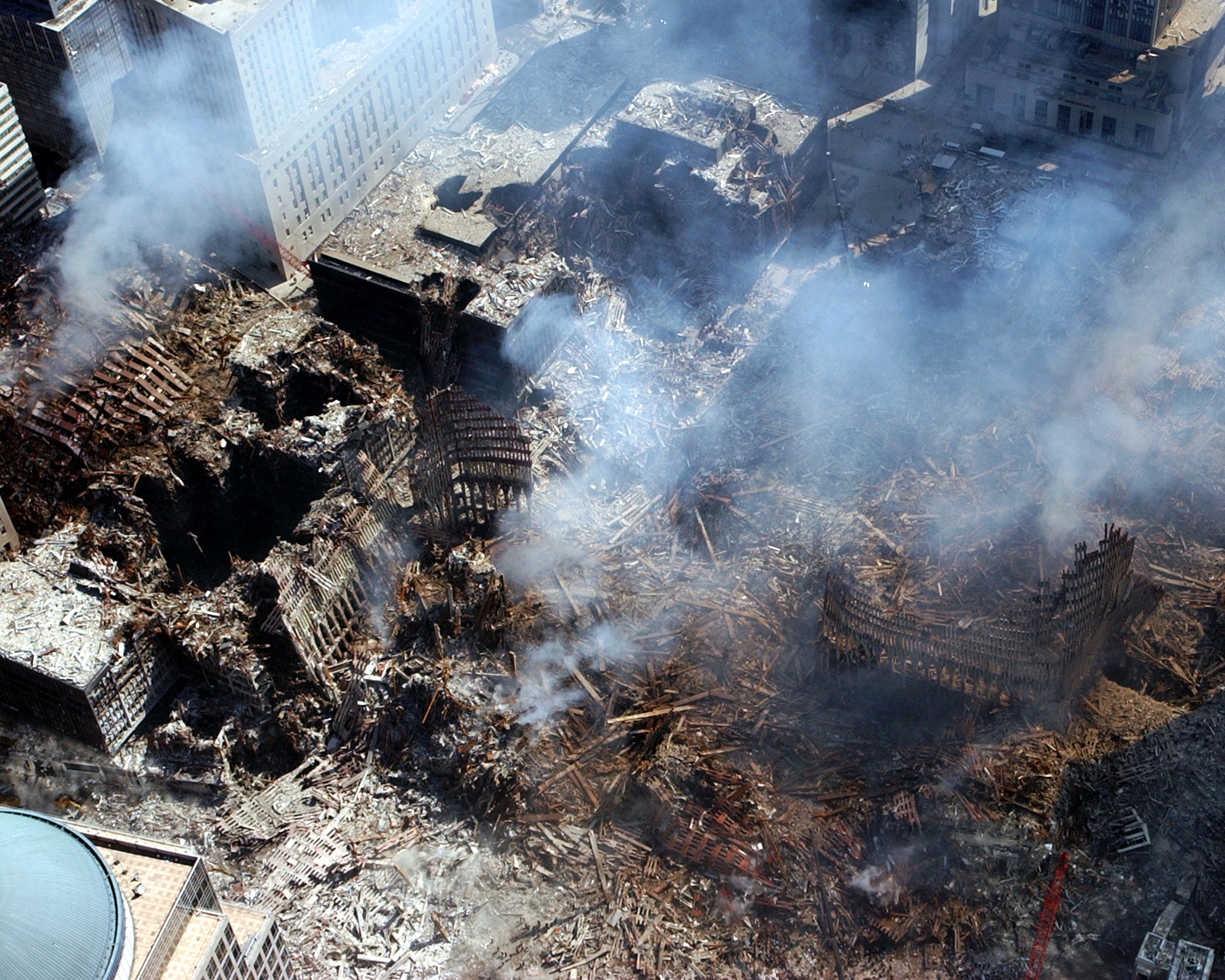
Rămășițele World Trade Center (The Pile)

Atentatele de la 11 septembrie au fost o serie de atacuri sinucigașe coordonate de Al-Qaeda împotriva Statelor Unite care au avut loc la 11 septembrie 2001. În dimineața acelei zile, 19 teroriști Al-Qaeda au deturnat patru avioane comerciale de pasageri. Teroriștii au preluat controlul avioanelor, prăbușind două dintre ele în Turnurile Gemene ale World Trade Center din New York, omorând toate persoanele de la bord și mulți alți oameni care lucrau în clădiri. Ambele clădiri s-au prăbușit în decurs de două ore, distrugând și avariind și alte clădiri din jur. Teroriștii au prăbușit un al treilea avion în clădirea Pentagon din Arlington, Virginia, lângă Washington, D.C. Al patrulea avion s-a prăbușit pe o câmpie de lângă Shanksville în zona rurală a statului Pennsylvania, după ce unii dintre pasageri și membrii echipajului au încercat să recâștige controlul avionului, pe care teroriștii îl îndreptaseră spre Washington, D.C. Nu au existat supraviețuitori ai zborurilor.
În total, în urma atacurilor au murit 2.993 de oameni, inclusiv teroriștii. Majoritatea covârșitoare ale celor morți erau civili, inclusiv cetățeni din 90 de țări. În plus, moartea de cancer pulmonar a cel puțin a unei persoane a fost considerată de un medic legist a fi cauzată de expunerea la praful ridicat în urma prăbușirii World Trade Center. Unele burse americane de acțiuni au rămas închise în toată săptămâna atacurilor, și au anunțat pierderi enorme după redeschidere, mai ales în industriile transporturilor aeriene și de asigurări. Distrugerea spațiilor de birouri în valoare de miliarde de dolari a cauzat pagube serioase economiei districtului Lower Manhattan. Statele Unite au răspuns la aceste atacuri lansând un „Război împotriva terorismului”, invadând Afganistanul pentru a înlătura de la putere regimul dictatorial al Talibanilor, care adăpostea teroriști al-Qaeda, și adoptând legea USA PATRIOT Act. Multe alte țări și-au întărit și ele legislația antiteroristă și au extins puterile forțelor de aplicare a legii. 
La 18 noiembrie 2006, au început lucrările de construcție⁠(en)[traduceți] la One World Trade Center pe locul fostului World Trade Center. Clădirea a fost deschisă oficial la 3 noiembrie 2014. S-au construit numeroase monumente și memoriale, între care Memorialul și Muzeul Național 11 Septembrie⁠(en)[traduceți] din New York City, Memorialul Pentagon⁠(en)[traduceți] din comitatul Arlington, Virginia, și Memorialul Național al Zborului 93⁠(en)[traduceți] pe un câmp de lângă Shanksville, Pennsylvania.

## Atacurile
În dimineața zilei de 11 septembrie 2001, nouăsprezece teroriști au deturnat patru avioane comerciale care se deplasau către San Francisco și Los Angeles de la Boston, Newark, și Washington, D.C. (Aeroportul Internațional Dulles Washington). La 8:46 a.m., zborul American Airlines  numărul 11 s-a prăbușit în Turnul de Nord al World Trade Center, urmat de zborul United Airlines numărul 175 care a lovit Turnul de Sud la ora 9:03 a.m. Un alt grup de teroriști a condus zborul American Airlines numărul 77 în Pentagon la ora 9:37 a.m. Un al patrulea zbor, zborul United Airlines numărul 93, a cărui țintă finală se presupune a fi fost fie Capitoliul Statelor Unite, fie Casa Albă, s-a prăbușit lângă localitatea Shanksville, Pennsylvania la 10:03 a.m, după ce pasagerii de la bord au intrat în luptă cu teroriștii.
În timpul deturnării avioanelor, teroriștii au folosit armele pentru a înjunghia și/sau ucide piloții de avion, stewarzi și pasageri. De la pasageri care au telefonat din avioane, s-a aflat că s-au folosit cuțite pentru a înjunghia stewarzi și, în cel puțin un caz, un pasager, în timpul a două dintre deturnări.
Unii pasageri au putut să dea telefoane folosind serviciul aerian de radiotelefonie și unele telefoane mobile, și au dat detalii, inclusiv că mai mulți teroriști erau în fiecare avion, că s-au utilizat gaze lacrimogene, și că unii oameni de la bord au fost înjunghiați. Comisia 9/11 a stabilit că doi dintre teroriști cumpăraseră unelte multifuncționale de mână Leatherman. Un steward din zborul 11, un pasager din zborul 175 și pasageri din zborul 93 au spus că teroriștii au bombe, dar unul dintre pasageri a spus că el credea că sunt false. Nu s-au găsit urme de explozivi la locul prăbușirii, iar Comisia 9/11 a concluzionat că cel mai probabil bombele erau false.
În zborul 93 United Airlines, cutiile negre au arătat că echipajul și pasagerii au încercat să preia controlul avionului de la teroriști după ce au aflat prin telefon că alte avioane deturnate similar se prăbușiseră în clădiri în aceeași dimineață. Conform stenogramei discuțiilor din zborul 93, unul dintre teroriști a ordonat ca avionul să fie întors după ce a devenit clar că aveau să piardă controlul avionului în fața pasagerilor. La scurt timp după aceea, avionul s-a prăbușit pe un câmp de lângă satul Shanksville din orașul Stonycreek, comitatul Somerset, Pennsylvania, la 10:03:11 a.m. ora locală (14:03:11 UTC). Khalid Sheikh Mohammed, organizatorul atacurilor, a declarat într-un interviu din 2002 acordat lui Yosri Fouda, un jurnalist de la al Jazeera, că ținta zborului 93 era Capitoliul Statelor Unite, care primise numele de cod „Facultatea de Drept”.
Trei clădiri din Complexul World Trade Center s-au prăbușit în urma avariilor structurale suferite în ziua atacurilor. Turnul de sud (WTC 2) s-a prăbușit aproximativ la ora 9:59 a.m., după ce a ars timp de 56 de minute într-un incendiu cauzat de impactul cu avionul ce efectua zborul United Airlines 175. Turnul de nord (WTC 1) s-a prăbușit la ora 10:28 a.m., după ce a ars timp de aproximativ 102 minute. La prăbușirea turnului de nord, resturile clădirii au avariat grav clădirea WTC 7. Integritatea sa structurală a fost compromisă și mai mult de incendii, și clădirea s-a prăbușit mai târziu în acea zi, la ora 5:20 p.m.
Atacurile au creat confuzie pe scară largă printre organizațiile de presă și printre controlorii de trafic aerian din toate Statele Unite. Tot traficul aerian internațional civil a fost oprit și nu s-a mai permis aterizarea pe pământ american timp de trei zile. Avioanele deja în zbor au fost fie întoarse din drum, fie redirecționate spre aeroporturi din Canada sau din Mexic. Sursele media au transmis știri neconfirmate și adesea contradictorii pe parcursul zilei. Unul dintre cele mai cunoscute astfel de zvonuri a fost acela că o mașină-capcană fusese detonată la sediul Departamentului de Stat al SUA din Washington, D.C. La scurt timp după prima relatare a prăbușirii de la Pentagon, CNN și alte instituții media au relatat un incendiu izbucnit la Washington Mall. O altă relatare care a ajuns pe liniile AP era cea că un avion Delta Air Lines—zborul 1989—fusese deturnat. Această relatare s-a dovedit și ea a fi falsă; se crezuse pentru scurt timp că avionul ar fi prezentat riscul de a fi deturnat, dar a răspuns la apelul controlorilor și a aterizat în siguranță în Cleveland, Ohio.

### Victime
2.993 de oameni și-au pierdut viața, inclusiv cei 19 teroriști: 246 în cele patru avioane (din care nu a supraviețuit nimeni), 2.603 în New York în clădiri și la sol, și 125 la Pentagon. Încă 24 de persoane rămân încă date dispărute. Toți cei morți erau civili, cu excepția 343 de pompieri, 72 de ofițeri de aplicare a legii, 55 de militari, iar cei 19 teroriști care au pierit în atacuri. Peste 90 de țări și-au pierdut cetățeni în atacurile de la World Trade Center. În 2007, instituția de medicină legală din New York a adăugat-o pe Felicia Dunn-Jones la lista victimelor atacurilor din 11 septembrie. Dunn-Jones a murit la cinci luni după 9/11 în urma unei boli de plămâni legată de expunerea la praf în timpul prăbușirii World Trade Center.
NIST a estimat că se aflau aproximativ 17.400 de civili în complexul World Trade Center în momentul atacurilor, iar statisticile autorității portuare din New York și New Jersey arată că 14.154 de persoane erau de regulă în Turnurile Gemene înainte de 8:45 a.m. Marea majoritate a celor de sub zona de impact au fost evactuați în siguranță, împreună cu 18 persoane aflate în zona de impact din turnul de sud. 1.366 de oameni aflați la etajele de impact sau deasupra acestora au murit în Turnul de Nord. Conform raportului comisiei, sute de oameni au murit pe loc în urma impactului, iar restul au rămas în clădire și au murit după ce s-a prăbușit turnul. 600 de oameni au murit imediat sau au fost prinși sub dărâmăturile Turnului de Sud.
Cel puțin 200 de oameni au murit după ce au sărit din turnurile în flăcări (cum arată și fotografia „The Falling Man”), căzând pe străzi și pe acoperișurile clădirilor din apropiere la sute de metri dedesubt. Unii din cei care se aflau în fiecare turn deasupra punctului de impact s-au dus spre acoperiș în speranța de a fi salvați cu elicopterul, dar ușile de acces pe acoperiș erau încuiate. Nu a existat niciun plan pentru salvarea cu elicopterul, și la 11 septembrie, fumul gros și căldura intensă ar fi împiedicat orice elicopter să efectueze operațiuni de salvare.
În total, 411 lucrători ai serviciilor de urgență care au fost prezenți la locul dezastrului au murit în timp ce încercau să salveze oameni și să stingă incendii. New York City Fire Department (FDNY) a pierdut 341 pompieri și 2 paramedici. Poliția New York City a pierdut 23 de lucrători. Poliția Autorității Portuare a pierdut 37 de oameni, și au murit și alți 8 tehnicieni medicali și paramedici de la unități de urgență private.
Cantor Fitzgerald L.P., o bancă de investiții cu sediul în etajele 101–105 ale World Trade Center 1, a pierdut 658 de angajați, considerabil mai mulți decât orice altă companie. Marsh Inc., aflată imediat sub Cantor Fitzgerald la etajele 93–101 (locul de impact al zborului 11), a pierdut 295 angajați, iar Aon Corporation 175 de angajați. După New York, New Jersey a fost statul cel mai puternic lovit, orașul Hoboken suferind cele mai multe morți.
La câteva săptămâni după atacuri, numărul estimat al morților era de peste 6.000. Municipalitatea a putut identifica rămășițele doar a aproximativ 1.600 dintre victimele de la World Trade Center. Medicii legiști au colectat „aproximativ 10.000 de fragmente neidentificate de os și țesut care nu au putut fi legate de niciuna din persoanele de pe lista morților”. În 2006 încă se mai găseau fragmente de oase în timpul pregătirilor pentru demolarea clădirii Deutsche Bank.
Și Michael Jackson putea fi o victimă a acestui incident pentru că a avut la această dată o întâlnire la etajele superioare ale unuia dintre turnuri,dar,pentru că la hotel Michael a stat la pălăvrăgeli cu mama lui și una dintre surori,Rebbie Jackson,până la ora 3,sau chiar 4 dimineața,el nu s-a mai putut trezi.

### Distrugeri
Pe lângă Turnurile Gemene de câte 110 etaje din World Trade Center, numeroase alte clădiri din zona World Trade Center au fost distruse sau grav avariate, inclusiv World Trade Center 7, World Trade Center 6, World Trade Center 5, World Trade Center 4, Marriott World Trade Center (WTC 3), și complexul World Financial Center și biserica ortodoxă greacă Sfântul Nicolae.

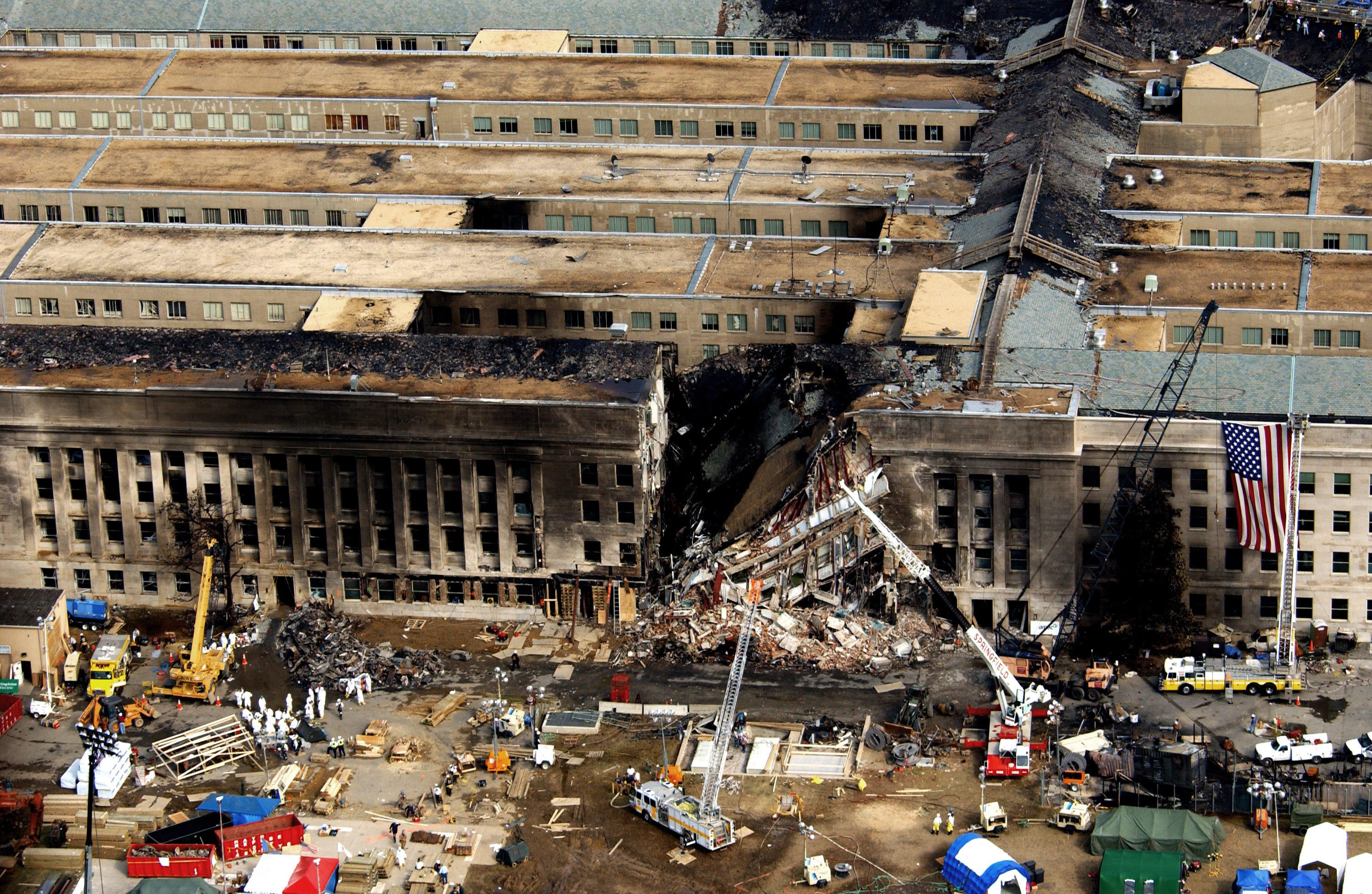
Pentagonul avariat de incendiu și parțial prăbușit.

Clădirea Deutsche Bank de vis-a-vis de complexul World Trade Center peste strada Liberty a fost demolată ulterior din cauza condițiilor toxice din interiorul turnului de birouri. Sala Fiterman a Colegiului Comunitar Manhattan de la West Broadway nr. 30 urmează și ea să fie demolată din cauza avariilor. Alte clădiri învecinate, printre care West Street nr. 90 și clădirea Verizon au suferit avarii majore, dar au fost restaurate. Clădirile World Financial Center, One Liberty Plaza, Millenium Hilton, și Church Street nr. 90 au suferit avarii moderate. Echipamentul de comunicații de pe Turnul de Nord inclusiv antenele radio și de televiziune au fost distruse, dar stațiile media au rerutat rapid semnalele și au reluat emisia. În comitatul Arlington, o parte din Pentagon a fost grav avariat de incendiu și o secțiune a clădirii s-a prăbușit.

### Salvarea și recuperarea

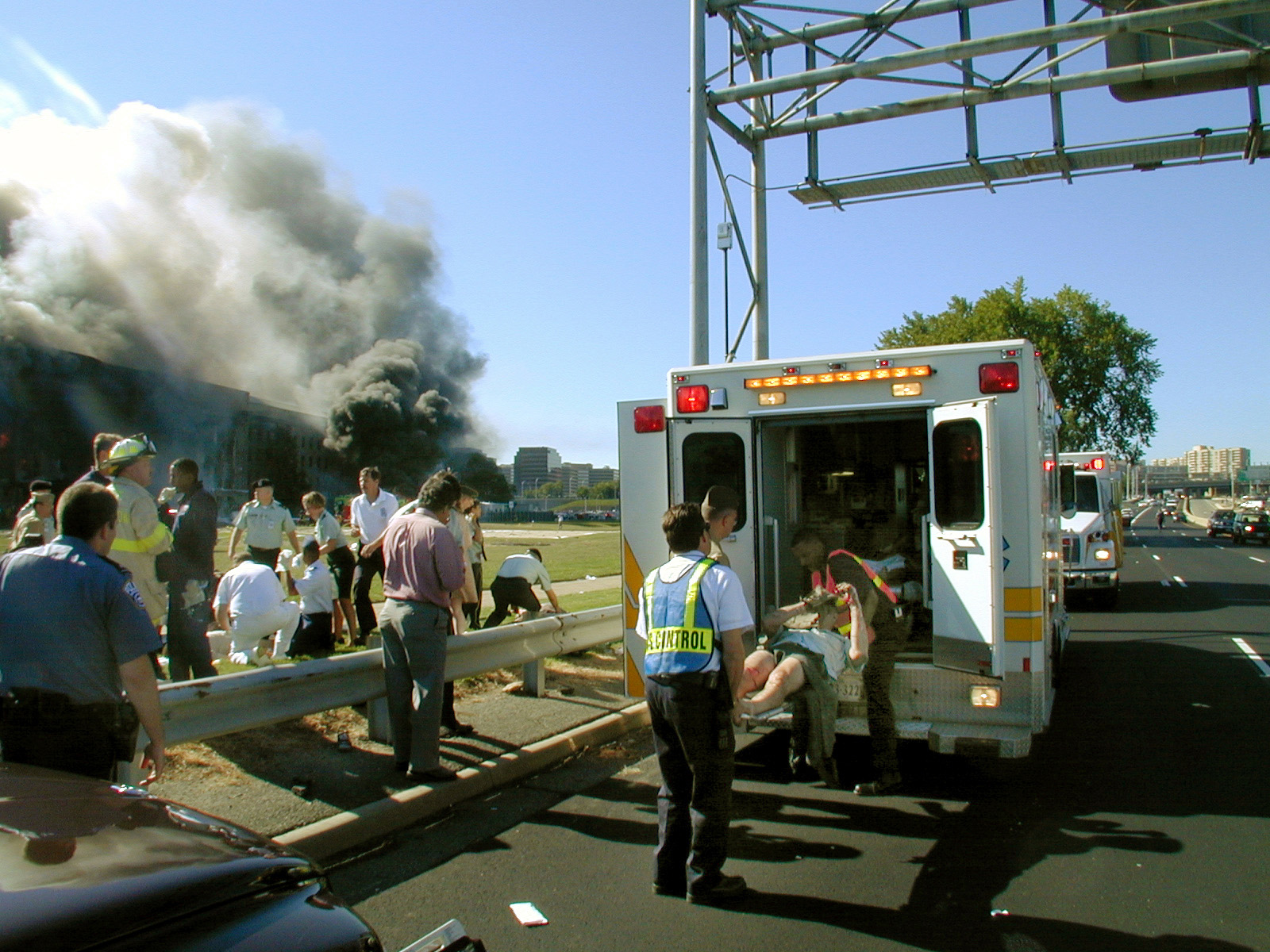
Evacuarea unei victime rănite în atacul de la Pentagon

Departamentul de Pompieri New York (FDNY) a intervenit rapid la fața locului cu 200 de unități (jumătate din departament), la ale căror eforturi s-au alăturat numeroși pompieri aflați în timpul liber și tehnicieni medicali ai serviciilor de urgență. Poliția New York (NYPD) a trimis unitățile de urgență (ESU) și alt personal de poliție și și-a pus în acțiune unitățile aeriene. Ajunși la fața locului, pompierii, polițiștii municipali și polițiștii Autorității Portuare nu și-au coordonat eforturile și au ajuns să efectueze căutări redundante ale civililor. Pe măsură ce condițiile s-au deteriorat, unitatea aeriană a poliției a transmis informații comandanților poliției, care au dat ordine personalului din subordine să evacueze turnurile; majoritatea polițiștilor au părăsit clădirile înainte de prăbușirea lor. Din cauza posturilor de comandă separate și a comunicațiilor radio incompatibile între agenții, comandanții pompierilor nu au primit aceste ordine. După prăbușirea primului turn, comandanții pompierilor au dat avertismente de evacuare, dar, din cauza dificultăților tehnice la sistemele de retransmisie radio, mulți pompieri nu au auzit ordinul de evacuare. Dispecerii serviciului de urgență 9-1-1 au primit și ei informații care nu au fost transmise și comandanților de la fața locului. La câteva ore după atac, s-a lansat o operațiune substanțială de căutare și salvare. După mai multe luni de operațiuni permanente, zona World Trade Center a fost eliberată până spre sfârșitul lui mai 2002.

## Atacatorii și motivațiile lor
La câteva ore după atac, FBI a reușit să afle numele și, în majoritatea cazurilor, datele personale ale piloților și teroriștilor suspecți. Bagajele lui Mohamed Atta, care nu au prins legătura de la zborul dinspre Portland la zborul 11, conțineau documente ce au relevat identitățile tuturor celor 19 teroriști, și alte indicii importante cu privire la planurile, motivele și situația lor. În ziua atacurilor, NSA și agențiile germane de informații au interceptat comunicații care făceau referire la Osama bin Laden.  La 27 septembrie 2001, FBI a publicat fotografii ale celor 19 teroriști, împreună cu informații despre posibilele lor naționalități și nume false. Cincisprezece dintre teroriști erau din Arabia Saudită, doi din Emiratele Arabe Unite, unul din Egipt, și unul din Liban. Mohamed Atta era liderul celor 19 teroriști. Aceștia erau adulți bine educați, ale căror mentalități erau complet formate.
Ancheta FBI, denumită operațiunea PENTTBOM, a fost cea mai mare și mai complexă anchetă din istoria FBI, și a implicat munca a peste 7.000 de agenți speciali. Prin interogarea suspecților în cazul atacului USS Cole din Yemen, FBI a reușit să facă legătura între teroriști și al-Qaeda. Guvernul american a concluzionat că al-Qaeda, condusă de Osama bin Laden, poartă responsabilitatea atacurilor, FBI afirmând că „dovezile care leagă al-Qaeda și pe bin Laden de atacurile de la 11 septembrie sunt clare și irefutabile”. Guvernul Regatului Unit a ajuns la aceeași concluzie în ce privește vinovăția al-Qaeda și a lui Osama bin Laden pentru atacurile de la 11 septembrie.

### Al-Qaeda
Originile al-Qaeda pot fi găsite în 1979 când URSS a invadat Afganistanul. La scurt timp după invazie, Osama bin Laden a călătorit în Afganistan unde, cu ajutor din partea guvernului american, a ajutat la organizarea mujahedinilor arabi și a înființat organizația Maktab al-Khidamat (MAK) de rezistență antisovietică. În 1989, când armata sovietică s-a retras, MAK s-a transformat într-o „forță de reacție rapidă” într-un jihad împotriva tuturor guvernelor din lumea musulmană. Sub conducerea lui Ayman al-Zawahiri, Osama bin Laden s-a radicalizat. În 1996, bin Laden a publicat primul fatwā, prin care cerea soldaților americani să părăsească Arabia Saudită.
Într-un al doilea fatwā din 1998, bin Laden și-a anunțat obiecțiile față de politica externă a Statelor Unite față de Israel, precum și față de prezența continuată a trupelor americane în Arabia Saudită după Războiul din Golf. Bin Laden s-a folosit de texte islamice pentru a instiga la violență împotriva armatei și cetățenilor SUA până la satisfacerea cerințelor lor, spunând că „ulema au fost de acord întotdeauna de-a lungul istoriei islamice că jihad este o datorie individuală dacă dușmanul distruge țările musulmane.”

### Plănuirea atacurilor
Ideea atacurilor de la 11 septembrie i-a venit lui Khalid Sheikh Mohammed, care i-a prezentat ideea lui Osama bin Laden în 1996. La acel moment, Bin Laden și al-Qaeda erau într-o perioadă de tranziție, mutându-se înapoi din Sudan în Afganistan. Atentatul cu bombă de la ambasada SUA din Sudan și fatwā din 1998 a lui bin Laden au marcat un punct de cotitură, bin Laden intenționând acum să atace Statele Unite. La sfârșitul lui 1998 sau la începutul lui 1999, bin Laden i-a dat lui Mohammed aprobarea de a începe organizarea atacului. În primăvara lui 1999 au avut loc o serie de întâlniri între Khalid Sheikh Mohammed, Osama bin Laden, și secundul său Mohammed Atef. Mohammed a furnizat suportul operațional al atacului, inclusiv la selecția țintelor și cu aranjamentele de călătorie ale teroriștilor. Bin Laden a obiectat la unele idei ale lui Mohammed, respingând unele ținte potențiale cum ar fi Turnul US Bank din Los Angeles deoarece „nu era destul timp de pregătire pentru o asemenea operațiune”.
Bin Laden a fost liderul operațiunii, aducând și ajutor financiar, și a fost implicat în alegerea participanților la atacuri. Bin Laden îi alesese inițial pe Nawaf al-Hazmi și pe Khalid al-Mihdhar, ambii jihadiști cu experiență, care luptaseră în Bosnia. Hazmi și Mihdhar au sosit în SUA la jumătatea lui ianuarie 2000, după ce au călătorit în Malaezia să participe la summitul al-Qaeda de la Kuala Lumpur. În primăvara lui 2000, Hazmi și Mihdhar au luat lecții de zbor în San Diego, California, dar ambii nu prea vorbeau engleză și nu au învățat bine să zboare și în cele din urmă au folosit doar ca teroriști de „forță” și nu ca piloți. Spre sfârșitul lui 1999, un grup de oameni din Hamburg, Germania, printre care Mohamed Atta, Marwan al-Shehhi, Ziad Jarrah și Ramzi Binalshibh au sosit în Afganistan. Bin Laden a ales acești oameni pentru atacuri deoarece erau educați, vorbeau engleză și aveau experiență cu traiul în Occident. Noii recruți au fost căutați după capacități speciale, ceea ce a permis liderilor al-Qaeda să-l identifice și pe Hani Hanjour, care avea deja licență de pilot comercial.
Hanjour a sosit la San Diego în ziua de 8 decembrie 2000, și i s-a alăturat lui Hazmi. Curând după aceea, ei au plecat în Arizona, unde Hanjour s-a mai reantrenat. Marwan al-Shehhi a sosit la sfârșitul lui mai 2000, Atta a sosit la 3 iunie 2000, iar Jarrah la 27 iunie 2000. Binalshibh a cerut de mai multe ori viză pentru Statele Unite, dar, fiind yemenit, viza i-a fost respinsă pe motiv că ar fi putut depăși perioada de ședere și ar fi rămas ca imigrant ilegal. Binalshibh a rămas la Hamburg, ocupându-se de coordonare  dintre Atta și Khalid Sheikh Mohammed. Cei trei membri ai celulei de la Hamburg au învățat să piloteze în Florida de sud. În primăvara lui 2001, au început să sosească în Statele Unite și teroriștii de forță. În iulie 2001, Atta s-a întâlnit cu Binalshibh în Spania, unde și-au coordonat detaliile atacurilor, inclusiv alegerea finală a țintelor. Binalshibh a transmis și dorința lui Bin Laden ca atacurile să aibă loc cât mai curând cu putință.

### Osama bin Laden
Declararea de către Osama bin Laden a unui război sfânt împotriva Statelor Unite, și fatwā semnat de bin Laden și apelurile altora din 1998 pentru uciderea  de civili americani au fost văzute de anchetatori ca dovezi ale motivației sale de a comite asemenea acte.
Bin Laden a negat inițial, dar a recunoscut ulterior, implicarea în incident. La 16 septembrie 2001, bin Laden a negat orice implicare în atacuri citind o declarație difuzată de postul de televiziune Al Jazeera din Qatar: „Repet că nu am efectuat acest act, care pare să fi fost comis de indivizi cu propriile lor motivații.” Această negare a fost preluată apoi și de televiziunile americane și din toată lumea.
În noiembrie 2001, forțele americane au recuperat o casetă video dintr-o casă distrusă din Jalalabad, Afganistan, în care Osama bin Laden vorbește cu Khaled al-Harbi. Pe casetă, bin Laden recunoaște că știa de atacuri dinainte. Caseta a fost difuzată la mai multe televiziuni de știri după 13 decembrie 2001. Apariția sa distorsionată pe casetă a fost atribuită erorilor de transfer.
La 27 decembrie 2001, a fost publicată o a doua casetă cu bin Laden. În aceasta, el spunea: „Terorismul împotriva Americii merită laude deoarece este un răspuns la nedreptate, cu scopul de a forța America să nu mai susțină Israelul, care ne omoară oamenii”, dar nu a recunoscut pe aceasta responsabilitatea pentru atacuri.
La scurt timp după alegerile prezidențiale din SUA din 2004, într-o declarație înregistrată pe casetă, bin Laden a recunoscut public implicarea al-Qaeda în atacurile asupra SUA și a recunoscut legătura directă dintre el și atacuri. El a spus că acestea au fost efectuate deoarece „noi suntem liberi...și vrem să recâștigăm libertatea națiunii noastre. Fiindcă voi ne subminați securitatea noastră, și noi v-o subminăm pe a voastră.” Osama bin Laden spune că el personal i-a condus pe cei 19 teroriști. Pe casetă, el mai spune: „Am căzut de acord cu comandantul general Muhammad Atta, Allah să-l miluiască, ca toate operațiunile să se desfășoare în 20 de minute, înainte ca Bush și administrația lui să poată afla.” O altă casetă obținută de Al Jazeera în septembrie 2006 îl prezintă pe Osama bin Laden împreună cu Ramzi Binalshibh, și cu doi dintre teroriști, Hamza al-Ghamdi și Wail al-Shehri, făcând pregătiri pentru atacuri.
La data de 2 mai 2011, Osama Bin Laden este ucis de catre un comando al marinei americane, în Abbottabad (Pakistan), în timpul mandatului lui B.Obama

### Khalid Sheikh Mohammed

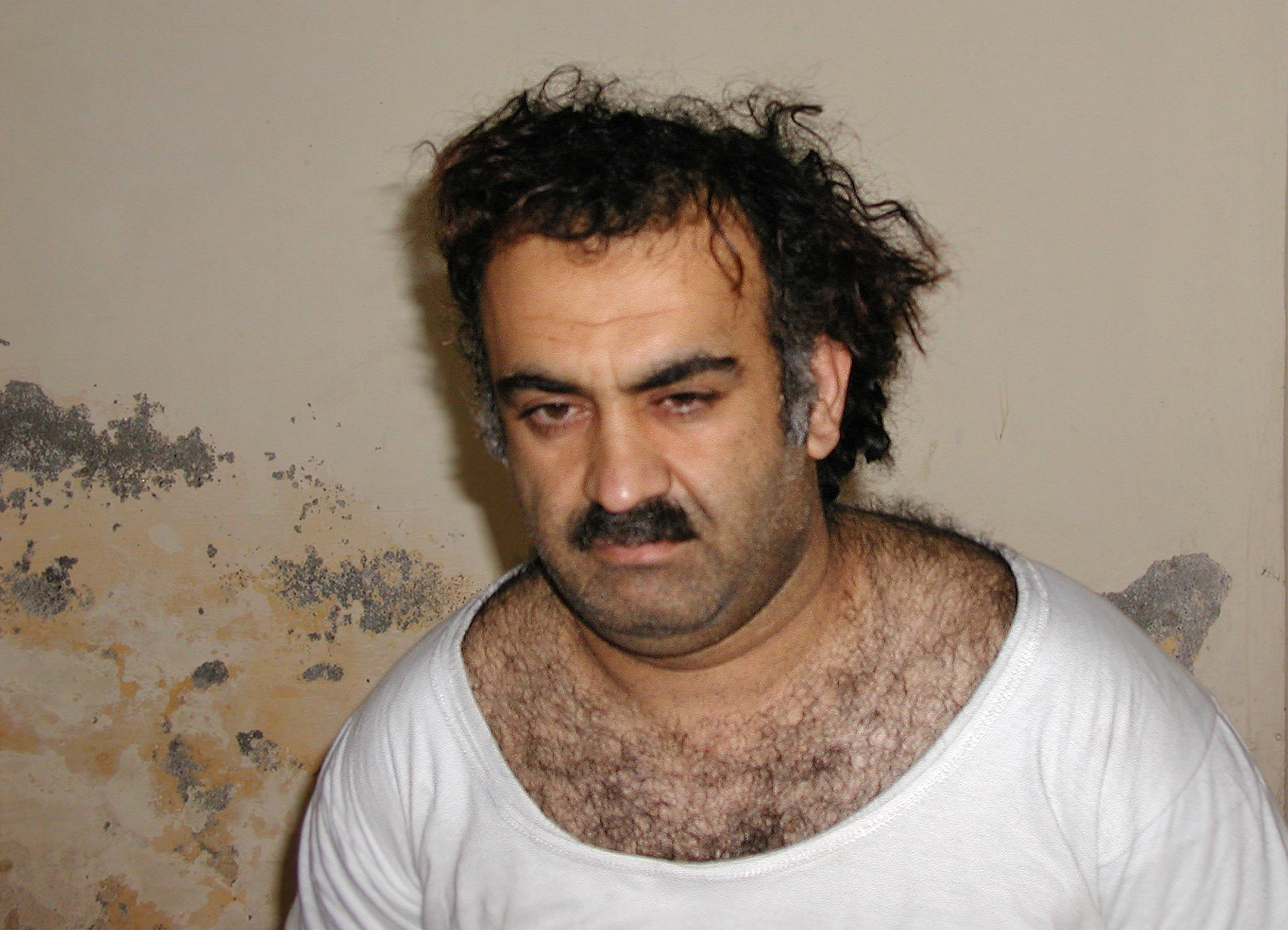
Khalid Sheikh Mohammed după capturarea sa în Pakistan

Jurnalistul Yosri Fouda de la Al Jazeera a relatat că în aprilie 2002, Khalid Sheikh Mohammed a recunoscut implicarea sa, împreună cu Ramzi Binalshibh, în „Operațiunea din Marțea Sfântă”. Raportul Comisiei 9/11 a arătat că animozitatea față de Statele Unite simțită de Khalid Sheikh Mohammed, „principalul arhitect” al atacurilor 9/11, provenea „nu din experiența sa de student în acea țară, ci din dezacordul violent cu politica SUA de favorizare a Israelului”. Mohamed Atta avea aceleași motivații. Ralph Bodenstein, un fost coleg al lui Atta l-a descris pe acesta ca „foarte interesat de... protecția SUA față de aceste politici israeliene în regiune”. Abdulaziz al-Omari, un terorist de pe zborul 11 cu Mohamed Atta, a spus în testamentul său video, „lucrarea mea e un mesaj adresat celor ce m-au auzit și celor ce m-au văzut și în același timp este un mesaj adresat necredincioșilor să părăsească peninsula Arabă învinși și să înceteze să-i mai ajute pe lașii evrei în Palestina.”
Khalid Sheikh Mohammed a consiliat și a susținut financiar atentatul din 1993 de la World Trade Center. El este și unchiul lui Ramzi Yousef, principalul terorist al atacurilor.
Khalid Sheikh Mohammed a fost arestat la 1 martie 2003 în Rawalpindi, Pakistan de oficiali ai fortelor de securitate pakistaneze în colaborare cu CIA, și este deținut la Guantanamo. În timpul audierilor din martie 2007, care au fost „criticate de avocați și de grupurile de susținere a drepturilor omului ca fiind tribunale aranjate”, Sheikh Mohammed a recunoscut responsabilitatea pentru atacuri, spunând că „am fost responsabil de operațiunea 9/11, de la A la Z.”

### Alți membri al-Qaeda
În „Substitution for Testimony of Khalid Sheikh Mohammed” din procesul lui Zacarias Moussaoui, sunt identificate cinci persoane care cunoșteau în întregime detaliile operațiunii. Acestea sunt Osama bin Laden, Khalid Sheikh Mohammed, Ramzi Binalshibh, Abu Turab al-Urduni și Mohammed Atef. Până astăzi, doar unele figuri periferice au fost judecat sau condamnate în legătură cu atacurile. Bin Laden nu a fost încă pus sub acuzare pentru atentat.
La 26 septembrie 2005, instanța supremă spaniolă condusă de judecătorul Baltasar Garzón l-a condamnat pe Abu Dahdah la 27 de ani de închisoare pentru conspirație în cazul atentatelor de la 9/11 și pentru apartenența la organizația teroristă al-Qaeda. În același timp, alți 17 membri al-Qaeda members au fost condamnați la pedepse între șase și unsprezece ani de închisoare. La 16 februarie 2006, curtea supremă spaniolă i-a redus lui Abu Dahdah pedeapsa la 12 ani deoarece a considerat că participarea sa la conspirația nu a fost demonstrată.

### Motive
Atentatele au fost consistente cu misiunea al-Qaeda, descrisă în fatwā din 1998 a lui Osama bin Laden, Ayman al-Zawahiri, Ahmed Refai Taha, Mir Hamzah, și Fazlur Rahman. Această declarație începe cu un citat din Coran: „ucide păgânii oriunde-i vei găsi” și extrapolează de aici pentru a concluziona că este „de datoria fiecărui musulman” să „ucidă americanii pretutindeni”. Bin Laden a elaborat această temă în „Scrisoare către America” din octombrie 2002: „sunteți cea mai rea civilizație văzută vreodată în istoria lumii: sunteți națiunea care, în loc să conducă după Sharia lui Allah în Constituția și în Legile sale, a ales să-și inventeze propriile legi după cum dorește. Separați religia de politici, în contradicție cu pura natură care afirmă Absoluta Autoritate a Domnului și Creatorului vostru.”

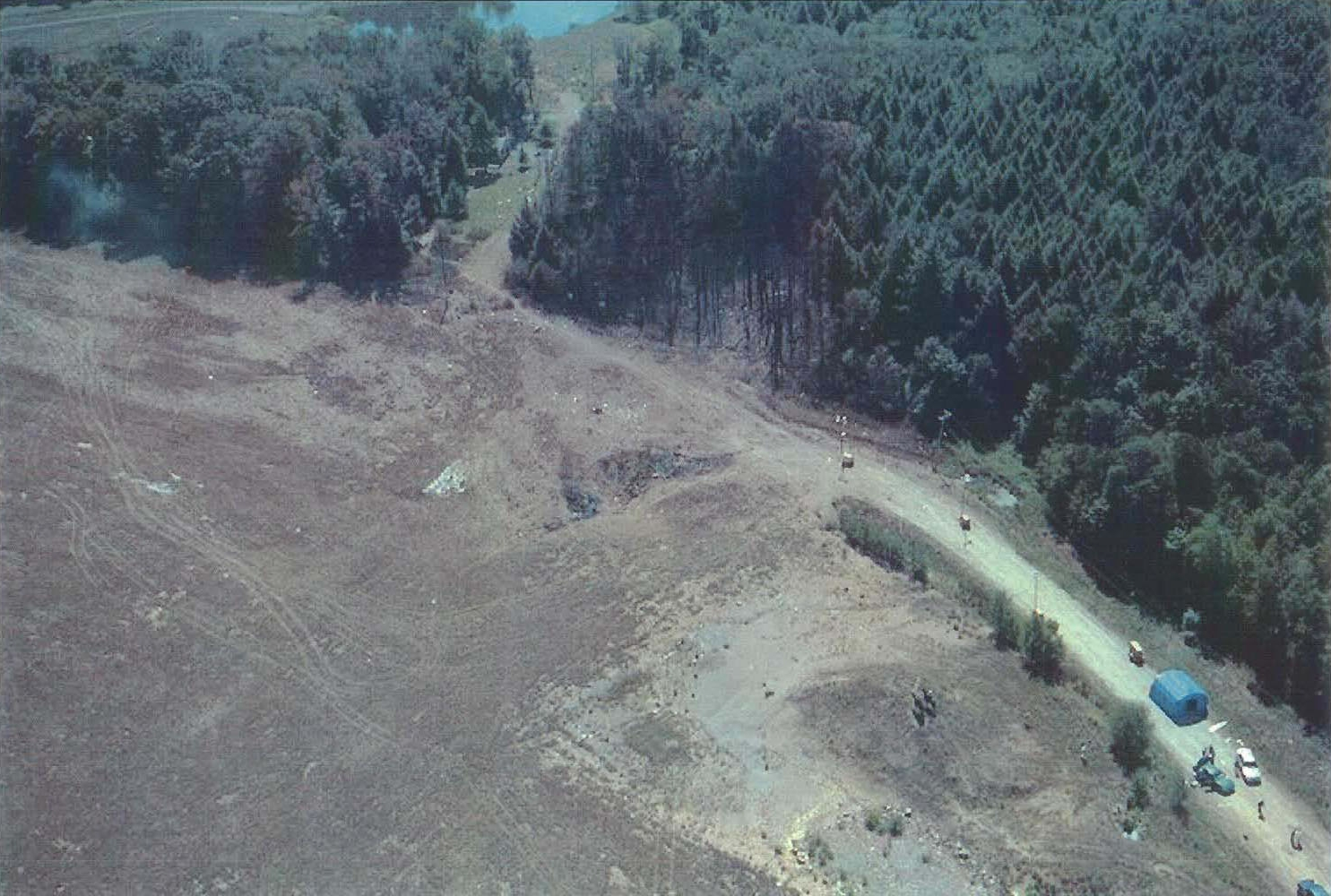
Locul prăbușirii zborului United Airlines numărul 93 din Shanksville, PA

Multe din concluziile Comisiei 9/11 în raport cu motivele atentatorilor au fost susținute și de alți experți. Expertul în antiterorism Richard A. Clarke explică în cartea sa din 2004, Against All Enemies, că deciziile de politică externă a SUA, inclusiv „împotrivirea față de Moscova în Afganistan, introducerea de militari americani în Golful Persic”, și „întărirea Israelului ca bază pentru un flanc sudic împotriva URSS” au contribuit la motivațiile al-Qaeda. Alții, cum ar fi Jason Burke, corespondent de politică externă pentru The Observer, se concentrează pe un aspect mai politic al motivațiilor, spunând că „bin Laden este un activist cu un simț foarte clar al ceea ce vrea și al felului în care speră să-l obțină. Mijloacele sale sunt mult în afara normelor de activism politic [...] dar agenda sa este în esență una politică.”
Diverși cercetători și-au îndreptat atenția și spre strategia de ansamblu a lui bin Laden ca motivație pentru atacuri. De exemplu, corespondentul Peter Bergen afirmă că atacurile făceau parte dintr-un plan de a determina creșterea prezenței militare și culturale a Statelor Unite în Orientul Mijlociu, forțându-i pe musulmani să se confrunte cu „relele” unui guvern nemusulman și să aducă la putere guverne islamice conservatoare în regiune. Michael Scott Doran, corespondent pentru Foreign Affairs, accentuează și mai mult utilizarea „mitică” a termenului „spectaculos” în răspunsul lui bin Laden la atentate, explicând că el încearcă să provoace o reacție viscerală în Orientul Mijlociu și să se asigure că cetățenii musulmani vor reacționa cât se poate de violent la o creștere a implicării americane în regiunea lor.

## Urmări

Președintele Statelor Unite George W. Bush este pus la curent cu atacurile de la World Trade Center.

### Răspunsul imediat
Atentatele de la 11 septembrie au avut efecte majore imediate asupra americanilor. Numeroși polițiști și lucrători ai serviciilor de urgență din toată țara au venit la New York City pentru a ajuta la recuperarea cadavrelor dintre resturile contorsionate ale Turnurilor Gemene. Donațiile de sânge din toată țara au avut o creștere în săptămânile de după 9/11. Pentru prima dată în istorie, toate avioanele civile care nu fac zboruri de urgență din SUA și din mai multe state, inclusiv Canada au fost oprite imediat, ținând în loc zeci de mii de pasageri din toată lumea. Toate zborurile internaționale din spațiul american au fost oprite de Administrația Federală a Aviației, aproape cinci sute de zboruri fiind întroarse din drum sau direcționate spre alte țări. Canada a primit 226 dintre aceste zboruri și a lansat Operațiunea Panglica Galbenă pentru a trata numărul mare de avioane aflate la sol și de pasageri opriți din drum.

### Operațiunile militare de după atac
Consiliul NATO a declarat că atentatele asupra Statelor Unite vor fi considerate un atac asupra tuturor statelor NATO și, ca atare, satisfac condițiile articolului 5 al cartei NATO. După întoarcerea în Australia dintr-o vizită oficială în SUA efectuată chiar în momentul atacurilor, Primul Ministru al Australiei John Howard a invocat articolul IV din tratatul ANZUS. Imediat după atacuri, administrația Bush a anunțat un război împotriva terorismului, cu scopul declarat de a aduce pe Osama bin Laden și organizația al-Qaeda în fața justiției și de a preveni apariția altor rețele teroriste. Aceste scopuri urmau să fie îndeplinite prin diverse metode, inclusiv sancțiuni economice și militare împotriva statelor suspecte de adăpostirea teroriștilor și prin creșterea colaborării între serviciile de informații și supraveghere. A doua cea mai mare operațiune a războiului global american împotriva terorismului în afara Statelor Unite, și cel mai mare legat direct de terorism, a fost răsturnarea regimului dictatorial taliban din Afganistan de o coaliție sub conducere americană. Statele Unite nu au fost singura țară care a crescut nivelul de pregătire militară, alte exemple notabile fiind Filipine și Indonezia, țări cu propriile lor conflicte interne și cu terorismul islamic. Oficialii americani au speculat imediat după aceea și posibila implicare a lui Saddam Hussein. Deși aceste suspiciuni au fost nefondate, asocierea aceasta a contribuit la acceptarea de către public a invadării Irakului în 2003.

### Reacția pe plan intern

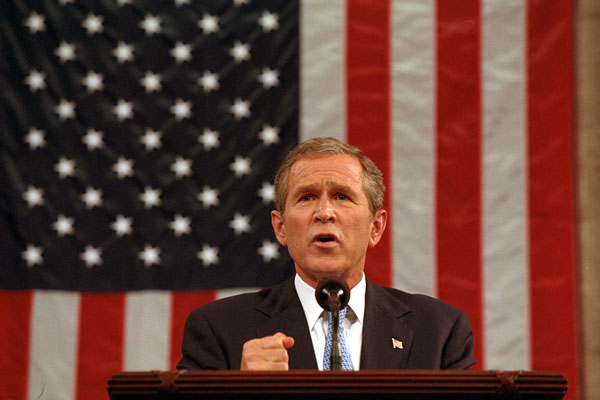
Președintele Bush ținând un discurs în fața camerelor reunite ale Congresului la 20 septembrie 2001

După atentate, nivelul de aprobare al politicilor președintelui Bush a sărit la 90%. La 20 septembrie 2001, președintele a vorbit în fața națiunii într-o ședință comună a celor două camere ale Congresului despre evenimentele acelei zile, cele nouă zile de eforturi de salvare și recuperare, și despre răspunsul pe care intenționa să-l dea. Rolul extrem de vizibil jucat deprimarul orașului New York City Rudy Giuliani i-a adus acestuia laude atât în New York cât și în restul țării. S-au înființat numeroase fonduri de ajutorare a victimelor atacurilor, cu scopul de a oferi asistență financiară supraviețuitorilor și familiilor victimelor. Un astfel de fond a fost Coalition of 9/11 Families. Până la termenul limită al cererilor de compensare 11 septembrie 2003, se primiseră 2.833 de cereri din partea familiilor celor morți.
Planurile de siguranță pentru continuitatea guvernării și evacuarea liderilor au fost și ele implementate aproape imediat după atentate. Congresul, însă, nu a știut că Statele Unite sunt în regim de continuitate a guvernului decât în februarie 2002. În Statele Unite, Congresul a adoptat și Președintele Bush a promulgat legea Homeland Security Act din 2002, prin care se înființa Departmentul Securității Interne, care reprezintă cea mai mare restructurare a guvernului american din istoria contemporană. Congresul a adoptat și legea USA PATRIOT Act, cu scopul de a ajuta la descoperirea și instrumentarea cazurilor de terorism și a altor crime. Grupările pentru apărarea drepturilor civile au criticat legea PATRIOT, afirmând că ea permite poliției să invadeze viața intimă a cetățenilor și elimină supravegherea juridică a procesului de adunare de informații. Administrația Bush a invocat evenimentele 9/11 ca motiv pentru a iniția o operațiune secretă a NSA, „pentru a intercepta comunicațiile telefonice și prin e-mail între Statele Unite și străinătate fără mandat”.

#### Crime violente
Au fost raportate numeroase incidente de crime violente și hărțuire împotriva persoanelor din Orientul Mijlociu și a altor persoane „cu aspect oriental” în zilele de după atacurile 9/11. Etnicii sikh au fost și ei ținta acestor acte, deoarece bărbații sikh poartă adesea turbane, asociate stereotipic în Statele Unite cu musulmanii. S-au reclamat abuzuri verbale, atacurii asupra moscheilor și a altor clădiri religioase (inclusiv asupra unui templu hindu) și agresiuni împotriva oamenilor, inclusiv un omor: Balbir Singh Sodhi a fost împușcat la 15 septembrie 2001. El, ca și alții, era un sikh confundat cu un musulman.
Conform unui studiu efectuat la Universitatea de Stat Ball, persoane percepute ca fiind originare din Orientul Mijlociu aveau aceleași șanse să devină victime ca și musulmanii în acea perioadă. Studiul a relevat și o creștere similară a crimelor violente împotriva persoanelor musulmane, arabilor și a altor persoane percepute ca fiind de origine din Orientul Mijlociu.

#### Reacția musulmanilor americani
Principalele organizații musulmane din Statele Unite au condamnat imediat atacurile de la 11 septembrie și au cerut „musulmanilor americani să vină fiecare cu priceperea și cu resursele sale să ajute la alinarea suferințelor celor afectați și familiilor acestora”. Printre aceste organizații se numără: Societatea Islamică din America de Nord, Alianța Musulmană Americană, Consiliul Musulman American, Consiliul pentru Relații Americano-Islamice, Cercul Islamic al Americii de Nord, și Asociația Cercetătorilor Shari'a din America de Nord. Pe lângă donații bănești masive, numeroase organizații musulmane au lansat campanii de donare de sânge și au oferit asistență medicală, hrană și locuință pentru victime.

### Reacția internațională

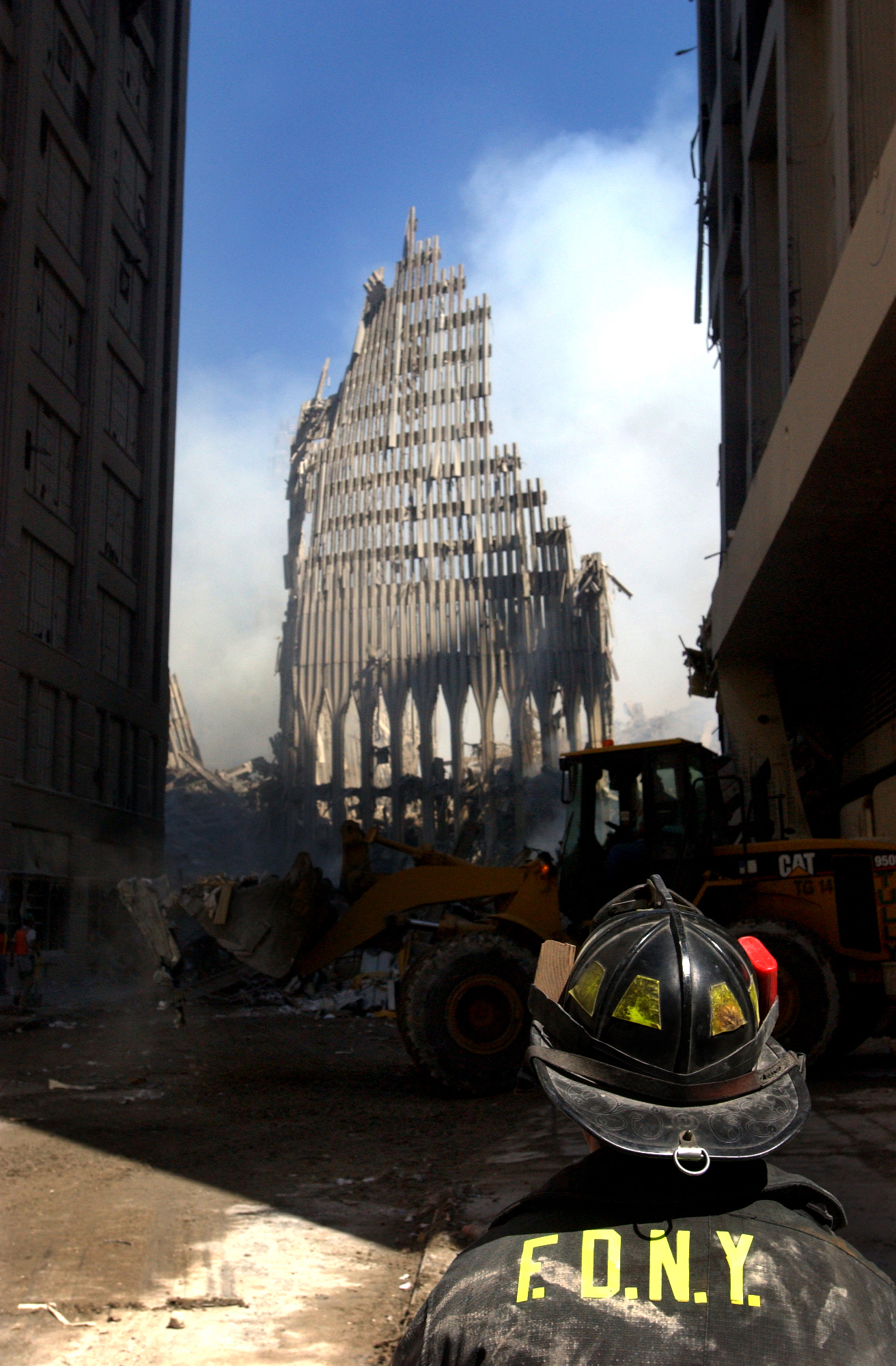
Un pompier din New York City privește spre rămășițele Turnului de Sud.

Atacurile au fost denunțate de principalele organizații mass-media și de guvernele din toată lumea. Numeroase țări au oferit solidaritate și susținere americanilor. Liderii din majoritatea țărilor din Orientul Mijlociu și din Afganistan, au condamnat atacurile. Irakul a făcut excepție, cu o declarație oficială: „cowboy-ii americani culeg roadele crimelor lor împotriva umanității”. O altă excepție mediatizată au constituit-o sărbătoririle unor palestinieni.
Zeci de mii de oameni au încercat să fugă din Afganistan după atacuri, de teama reacției guvernului american. Pakistan, deja gazda a numeroși refugiați afgani din conflictele anterioare din acea țară, și-a închis granița cu Afganistan la 17 septembrie. După aproximativ o lună de la atacuri, Statele Unite au condus o largă coaliție de forțe internaționale într-o acțiune de îndepărtare a regimului taliban acuzat de adăpostirea organizației al-Qaeda. Autoritățile pakistaneze au acționat decisiv, aliindu-se cu Statele Unite într-un război împotriva talibanilor și împotriva al-Qaeda. Pakistanul a furnizat Statelor Unite mai multe aeroporturi militare și baze pentru atacul împotriva regimului taliban și a arestate peste 600 de presupuși membri al-Qaeda, pe care i-a predat Statelor Unite.
Numeroase alte țări, printre care Regatul Unit, India, Australia, Franța, Germania, Indonezia, China, Canada, Rusia, Pakistan, Iordania, Mauritius, Uganda și Zimbabwe au introdus legi „antiterorism” și au înghețat conturile bancare ale indivizilor și organizațiilor suspecte de legături cu al-Qaeda. Agențiile de informații și forțele polițienești din mai multe țări, printre care Italia, Malaezia, Indonezia și Filipine au arestat persoane etichetate drept suspecți de terorism în scopul de a destrăma celulele de militanți din toată lumea. În SUA, aceasta a stârnit controverse, unii critici, cum ar fi Bill of Rights Defense Committee au susținut că restricțiile tradiționale asupra supravegherii federale (de exemplu, monitorizarea de către COINTELPRO a întrunirilor publice) au fost „înlăturate” de legea USA PATRIOT. Unele organizații, cum ar fi American Civil Liberties Union și Liberty au susținut că unele protecții ale drepturilor civile erau acum ocolite.
Statele Unite au înființat un centru de detenție la baza militară din Golful Guantánamo, Cuba, pentru a-i încarcera acolo pe combatanții ilegali inamici. Legitimitatea acestor încarcerări a fost pusă în discuție, printre alții, de Parlamentul European, Organizația Statelor Americane și de Amnesty International.
Evenimentele și reacțiile internaționale de imediat după atacuri a avut impact asupra Conferinței Mondiale împotriva Rasismului din 2001, care se încheiase cu conflicte și tensiuni internaționale cu doar trei zile înainte.
Ca și în Statele Unite, după atacuri au apărut tensiuni rasiale și în alte țări între musulmani și nemusulmani. Cel mai notabil exemplu de astfel de eveniment a avut loc în Regatul Unit, unde la 21 septembrie, tânărul Ross Parker a fost ucis de un grup de musulmani într-un atac rasist.

### Teorii ale conspirației
Promotorii teoriilor conspirației au sugerat că persoane din Statele Unite dețineau informații detaliate despre atentate și au ales în mod deliberat să nu le oprească, sau că indivizi din afara al-Qaeda au planificat, efectuat, sau ajutat teroriștii. Unii dintre ei susțin că World Trade Center nu s-a prăbușit din cauza avioanelor, ci că au fost demolate cu ajutorul explozibililor. Ipoteza demolării controlate este respinsă de National Institute of Standards and Technology și de Societatea Inginerilor Civili Americani, care, după cercetări, au concluzionat că impactul avioanelor la viteze mari în combinație cu incendiile rezultate au provocat prăbușirea ambelor Turnuri Gemene.

### Schimbări în politica externă și în relațiile internaționale ale SUA
Ca rezultat al atentatelor de la 11 septembrie, politica externă americană a suferit schimbări abrupte dramatice. După cum s-a arătat mai sus, atentatele au avut ca rezultat direct declararea de SUA a războiului din Afganistan încă din 2001, și a facilitat indirect declararea războiului americano-irakian din 2003.  Atentatele au dat aripi planurilor militare cum ar fi cele ale autorilor „Doctrinei atacului militar preventiv”, și această strategie militară a condus la declanșarea războiului din Irak. Atentatele de la 11 septembrie au determinat administrația Bush să relaxeze semnificativ nivelul de respectare de către SUA a Convenției de la Geneva, având ca rezultat autorizarea unor „tehnici de interogare avansate”, metode pe care administrația Obama le-a interzis ulterior ca fiind un tip de tortură.
În primii ani de după atentatele de la 11 septembrie, susținerea internațională a unui răspuns agresiv al SUA a fost mare, dar, pe măsură ce au trecut anii și administrația Bush nu a adus rezultatele promise, respectiv prinderea lui Bin Laden sau reducerea terorismului islamic extremist, susținerea internațională a politicilor administrației Bush a început să slăbească. În cele din urmă, mandatul lui Bush s-a încheiat cu un nivel de aprobare internațională a politicilor sale externe de mai puțin de 20%. După ce alegerile din SUA din 2008 au arătat că americanii nu au mai dorit politici militare agresive ca reacție la atentatele din 11 septembrie, și după ce a fost ales un guvern care s-a angajat să schimbe acele politici, suportul internațional pentru America a început să crească din nou.

## Efecte pe termen lung

### Urmări în plan economic

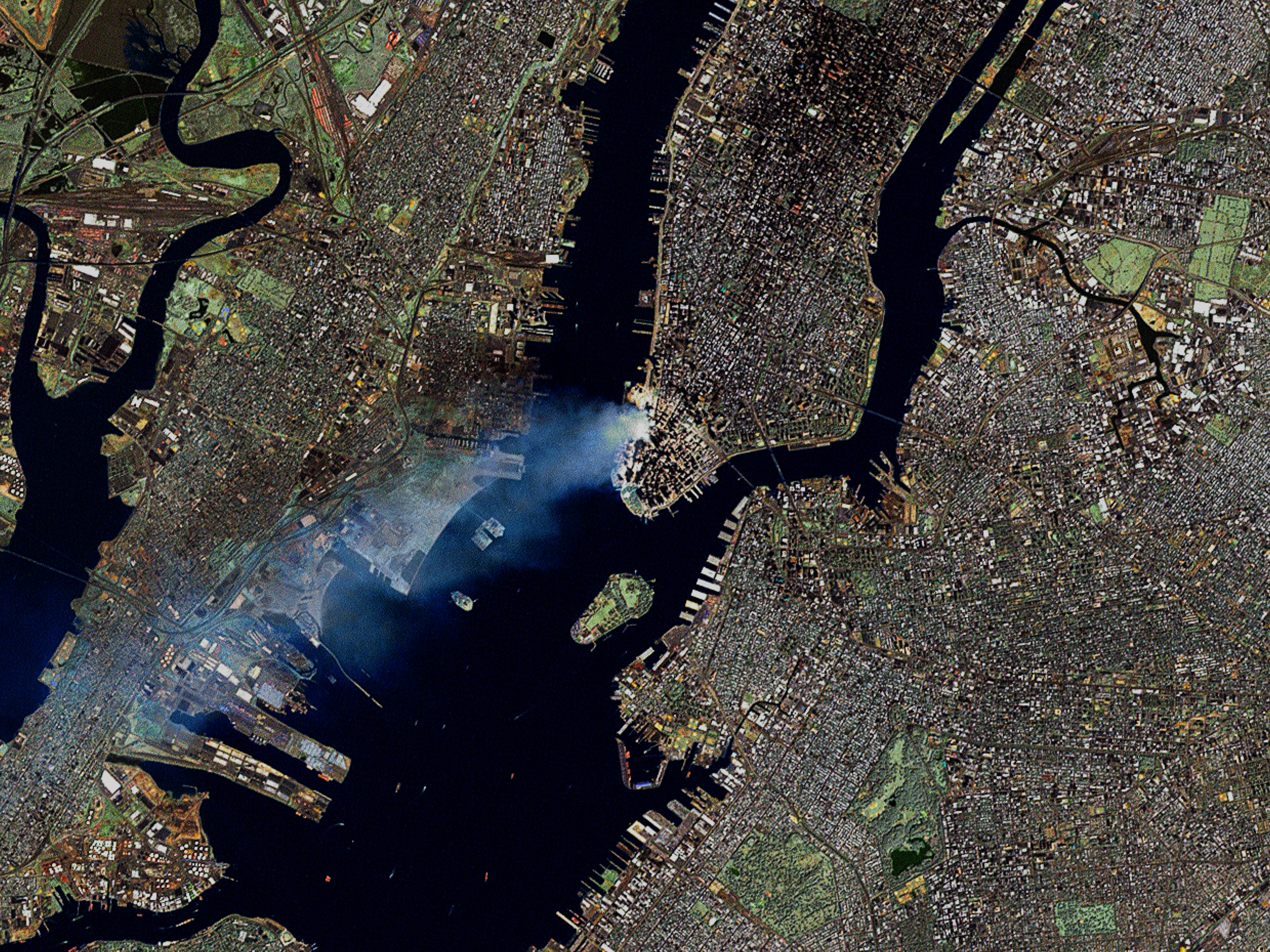
12 septembrie: din Manhattan iese un nor mare de fum

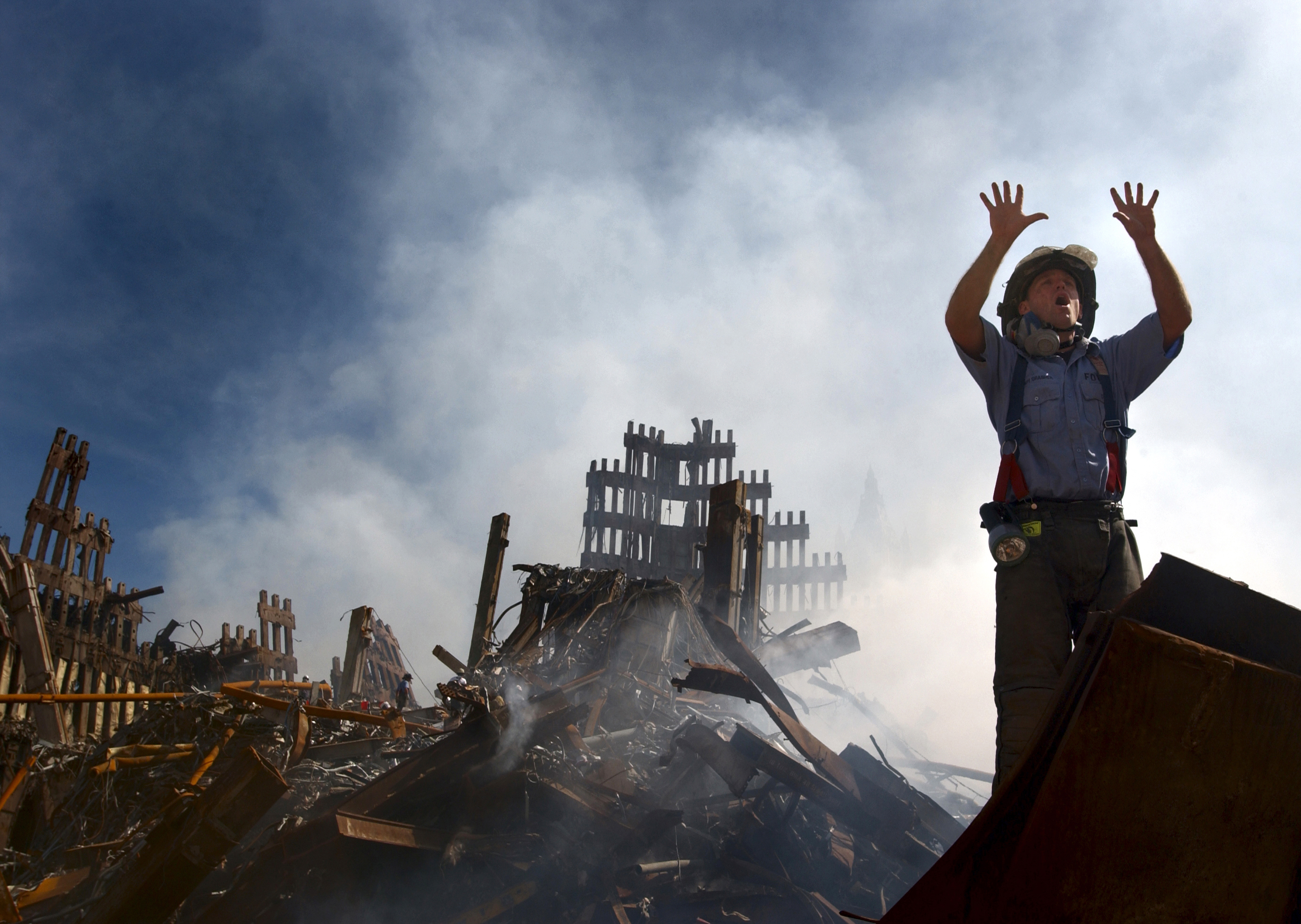
Un pompier din New York City cheamă încă 10 lucrători ai serviciilor de urgență să intre între dărâmăturile de la World Trade Center

Atentatele au avut un impact economic semnificativ asupra piețelor americane și din toată lumea. Bursa de acțiuni New York (NYSE), Bursa Americană de Acțiuni (AMEX) și NASDAQ nu s-au mai deschis la 11 septembrie și au rămas închise până la 17 septembrie. Când s-au deschis bursele de acțiuni, indicele Dow Jones a scăzut cu 684 de puncte, sau 7,1%, până la 8921, o scădere record pentru o singură zi. Până la finele săptămânii, DJIA a căzut cu 1.369,7 puncte (14,3%), cea mai mare scădere a sa pe o perioadă de o săptămână din istorie la acea vreme, depășită doar în 2008 în timpul crizei financiare mondiale. U.S. stocks lost $1.4 trillion in value for the week.
Economistul și consultantul Randall Bell a fost angajat de statul și de orașul New York să evalueze pagubele economice de la World Trade Center. El a scris în cartea sa, Strategy 360, „Daunele suferite de World Trade Center, estimate de Primăria New York City, erau uluitoare:
Curățarea și stabilizarea zonei WTC - 9,0 miliarde de dolari;
Repararea și înlocuirea infrastructurii distruse - 9,0 miliarde de dolari;
Reconstruirea World Trade Center în clădiri mai mici - 6,7 miliarde de dolari;
Repararea și restaurarea altor clădiri avariate - 5,3 miliarde de dolari;
Pierderea chiriilor pe clădirile distruse - 1,75 miliarde de dolari.”
În New York City, s-au pierdut 430.000 de locuri de muncă-luni și 2,8 miliarde de dolari în cele trei luni de după atentatele de la 11 septembrie. Efectele economice au fost concentrate mai ales în sectoarele economice de export. Produsul Intern Brut al orașului se estimează că ar fi scăzut cu 27,3 miliarde de dolari în ultimele trei luni ale lui 2001 și în tot anul 2002. Guvernul federal a furnizat 11,2 miliarde de dolari fonduri de asistență pentru administrația locală din New York City în septembrie 2001, și 10,5 miliarde de dolari la începutul lui 2002 pentru dezvoltare economică și refacerea infrastructurii.
Atentatele de la 11 septembrie au afectat micile afaceri din Lower Manhattan din preajma World Trade Center, distrugând sau ducând la mutarea a 18.000 dintre acestea. Small Business Administration a oferit ajutoare în împrumuturi. Aproximativ 2.87 milioane de metri pătrați de spații de birouri din Lower Manhattan au fost avariate sau distruse. Mulți s-au întrebat dacă aceste locuri de muncă vor reapărea și dacă se va mai reface baza de impozitare. Studiile asupra efectelor economice ale atentatelor 9/11 arată că piața imobiliară a spațiilor de birouri din Manhattan și locurile de muncă din birouri au fost mai puțin afectate decât se credea inițial din cauza nevoii industriei serviciilor financiare de interacțiune față în față.
Apațiul aerian nord-american a fost închis timp de câteva zile după atacuri și numărul de călătorii aeriene a scăzut după deschidere, ceea ce a dus la o scădere de aproape 20% a capacității de transport aerian, și la exacerbarea problemelor financiare din industria aeriană americană.

### Efecte asupra sănătății

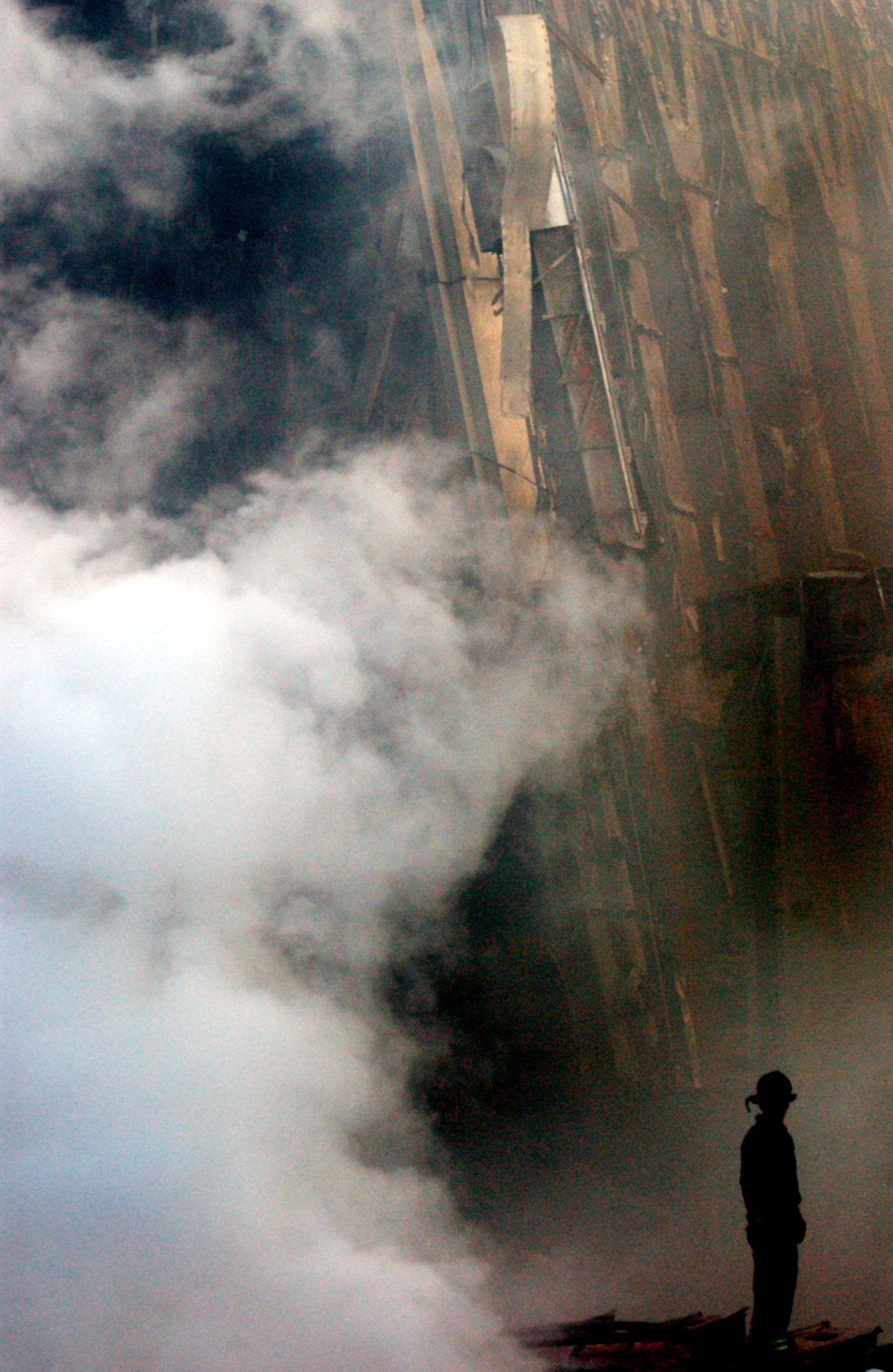
Un pompier solitar stă între dărâmături și fum în New York City

Miile de tone de resturi toxice rezultate în urma prăbușirii Turnurilor Gemene au constat din peste 2.500 de contaminanți, inclusiv substanțe cancerigene cunoscute. Aceasta a condus la îmbolnăviri grave în rândul angajaților serviciilor de salvare și recuperare, pe care mulți le leagă direct de expunerea la dărâmături. De exemplu, ofițerul NYPD Frank Macri a murit de cancer la plămâni cu metastaze în tot corpul la 3 septembrie 2007; familia sa consideră cancerul ca fiind rezultatul orelor petrecute la locul atentatelor și au cerut compensații pentru moartea la datorie, ceea ce municipalitatea nu a decis încă. Efectele asupra sănătății s-au extins și asupra unor locuitori, studenți și persoane care lucrau în zona Lower Manhattan și în zona Chinatown. Câteva morți au fost legate de praful toxic cauzat de prăbușirea World Trade Center și numele victimelor vor fi incluse pe monumentul World Trade Center. Există speculații științifice cum ca expunerea la diverși produși toxici din aer ar putea avea efecte negative asupra dezvoltării fetale. Din cauza acestui potențial pericol, un centru de sănătate pentru copii cercetează copiii ale căror mame au fost gravide în timpul prăbușirii WTC, și locuiau sau lucrau în apropierea turnurilor World Trade Center.
În tribunale încă se mai dispută chestiuni legale privind costurile bolilor. La 17 octombrie 2006, judecătorul federal Alvin Hellerstein a respins refuzul primăriei New York City de a suporta costurile tratamentelor angajaților serviciilor de salvare, permițând declanșarea a numeroase alte procese împotriva municipalității. Ofecialii guvernamentali au fost acuzați că au cerut publicului să se întoarcă în zona Lower Manhattan în săptămânile imediat de după atentate. În perioada imediat următoare, Christine Todd Whitman, administrator al Agenției Americane pentru Protecția Mediului a fost criticată pentru că a declarat incorect că zona este sigură din punct de vedere ecologic. Președintele Bush a fost criticat pentru că s-a amestecat în interpretările și deciziile EPA privind calitatea aerului. Primarul Giuliani a fost și el criticat pentru că a cerut personalului din domeniul financiar să se întoarcă rapid în zona Wall Street.

## Investigarea

### Comisia 9/11
Comisia Națională de Anchetă a Atentatelor Teroriste împotriva Statelor Unite (Comisia 9/11), prezidată de fostul guvernator al statului New Jersey Thomas Kean, s-a înființat spre sfârșitul anului 2002 pentru a pregăti o descriere completă a circumstanțelor din jurul atacurilor, inclusiv gradul de pregătire pentru eventualitatea lor și răspunsul imediat. La 22 iulie 2004, Comisia 9/11 a publicat un raport final. Comisia și raportul ei au fost supuse unor critici diverse.

### Prăbușirea World Trade Center
National Institute of Standards and Technology a efectuat o anchetă asupra prăbușirii Turnurilor Gemene și a clădirii WTC 7. Scopurile acestei anchete au fost determinarea motivului prăbușirii lor, numărul victimelor și procedurile de proiectare și gestiune a World Trade Center. Investigația prăbușirii WTC 1 și WTC 2 s-a încheiat în octombrie 2005, iar ancheta prăbușirii clădirii WTC 7 s-a încheiat în august 2008. Raportul a concluzionat că izolația antiincendiu a structurilor de oțel ale Turnurilor Gemene a fost îndepărtată de impactul inițial cu avioanele și că dacă aceasta nu s-ar fi întâmplat, probabil că turnurile ar fi rămas în picioare. Această concluzie a fost confirmată și de un studiu independent efectuat de Universitatea Purdue.
W. Gene Corley, directorul primei anchete, a comentat că „turnurile au rezistat chiar surprinzător de bine. Avionul teroriștilor nu a dus la prăbușirea turnurilor; vinovat a fost incendiul ce a urmat. S-a dovedit că se pot rupe și două treimi din coloanele de rezistență a unui turn și clădirea tot rămâne în picioare.” Incendiile au slăbit structurile care susțineau podelele, ceea ce a dus la îndoirea acestora. Podelele îndoite au tras de coloanele exterioare de oțel până când acestea s-au îndoit înspre interior. Cu avariile coloanelor din centru, cele exterioare n-au mai putut susține clădirile, ceea ce a dus la prăbușirea acestora. În plus, raportul susține că scările interioare ale turnurilor nu au fost întărite adecvat pentru a furniza căi de ieșire în caz de incendiu pentru persoanele din zonele de impact. NIST a concluzionat că incendiile necontrolate din clădirea WTC 7 au determinat încălzirea grinzilor și apoi „au cauzat distrugerea unei coloane critice de susținere, care a dus mai departe la o prăbușire progresivă a etajelor”.

### Ancheta internă a CIA

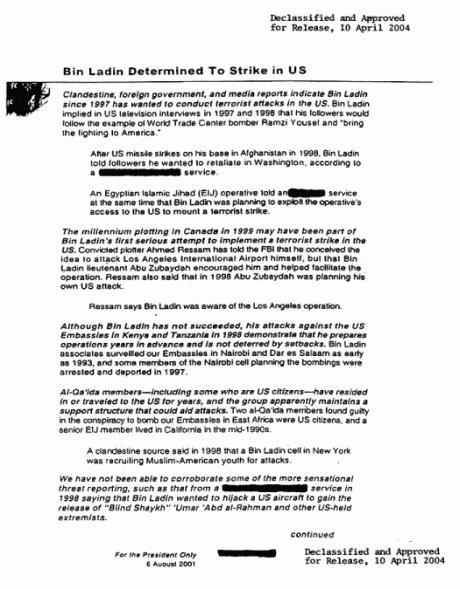
Extrase dintr-o notă informativă a CIA destinată Președintelui, datată 6 august 2001 și inițial clasificată, care menționează rapoarte neconfirmate ale unui serviciu de informații străin care sugerau că Bin Laden ar putea să vrea să deturneze un avion pentru a obține eliberarea prizonierilor extremiști islamici.

Inspectorul General al CIA a efectuat o analiză internă a acțiunilor CIA dinainte de 9/11, și a fost extrem de critic la adresa oficialilor superiori ai CIA pentru că nu au făcut tot posibilul pentru a combate terorismul, pentru că nu au reușit să-i oprească pe teroriștii de la 11 septembrie, Nawaf al-Hazmi și Khalid al-Mihdhar, când aceștia au intrat în Statele United States și pentru că nu au dat informații despre cei doi la FBI.
În mai 2007, senatori democrați și republican au emis legi care au cerut CIA să publice rapoarte interne investigative. Unul dintre inițiatorii legilor, senatorul Ron Wyden a declarat că „poporul american are dreptul să știe ce făcea CIA în acele luni critice dinainte de 9/11.... voi susține asta până când publicul primește informațiile.” Raportul investighează responsabilitățile individuale ale personalului CIA dinainte și de după atentatele de la 11 septembrie. Raportul a fost terminat în 2005, dar detaliile sale nu au fost date publicității.

## Reconstrucția
În ziua atacurilor, primarul orașului New York Rudy Giuliani a declarat: „Vom reconstrui. Vom reveni mai puternici decât înainte, din punct de vedere politic, din punct de vedere economic. Conturul orașului va fi reîntregit.” Lower Manhattan Development Corporation, având misiunea de a coordona eforturile de reconstrucție de la World Trade Center, a fost criticată pentru că a făcut prea puțin cu fondurile uriașe destinate reconstrucției.
Pe locul uneia dintre clădirile distruse total, World Trade Center 7, se află astăzi un nou zgârie-nori, proiect început pe 27 aprilie 2006 și finalizat la data de 10 mai 2013. One World Trade Center are o înălțime de 541,3 m fiind astfel una dintre cele mai înalte clădiri din America de Nord, după Chicago Spire (proiect, deocamdata abandonat), după Turnul CN din Toronto și a șaptea cea mai înaltă clădire din lume După recesiunea de la sfârșitul primului deceniu al secolului al XXI-lea, proprietarii terenurilor au declarat că lucrările ar putea fi întârziate până în 2036. Secțiunea avariată din Pentagon a fost reconstruită și reocupată în mai puțin de un an după atentate.

## Comemorări
În zilele imediat următoare atentatelor, s-au ținut numeroase comemorări ale victimelor în toată lumea. Au fost puse numeroase fotografii la Ground Zero. Un martor a declarat că nu poate să uite „chipurile victimelor nevinovate care au fost ucise. Fotografiile lor sunt peste tot, pe cabinele telefonice, stâlpii de iluminat, pereții stațiilor de metrou. Totul îmi amintea de o uriașă înmormântare, oamenii tăcuți și triști, dar și foarte drăguți. Înainte, New York îmi dădea o senzație rece; acum oamenii își întind mâinile să se ajute unii pe alții.”

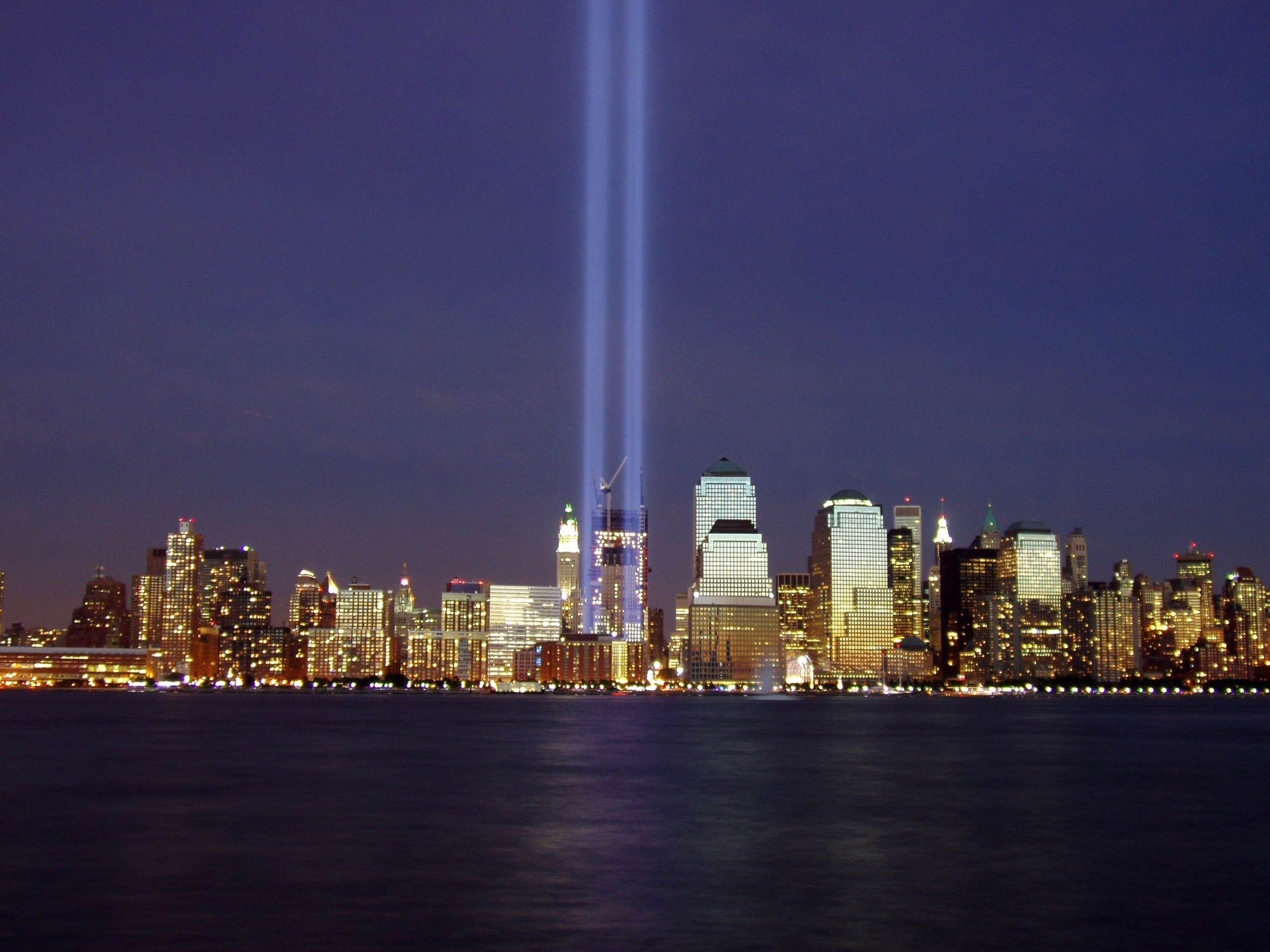
Tribute in Light văzut din Jersey City în ziua comemorării atacurilor, în 2004

Unul dintre primele memoriale dedicate victimelor a fost Tribute in Light, o instalație de 88 de reflectoare pusă la picioarele turnurilor World Trade Center care proiectau pe cer două coloane verticale de lumină. În New York, s-a ținut un concurs pentru proiectarea unui monument potrivit la locul atentatelor. Proiectul câștigător, Reflecting Absence, a fost ales în august 2006, și constă din două bazine la picioarele turnurilor împreună cu o listă a numelor victimelor într-un spațiu memorial subteran. Planurile pentru construirea unui muzeu au fost puse în așteptare din cauza abandonării proiectului International Freedom Center în urma plângerilor familiilor multora dintre victime.
Monumentul de la Pentagon a fost terminat și s-a deschis publicului la 11 septembrie 2008, la 7 ani după atacuri. El constă dintr-un parc cu 184 de bănci așezate cu fața spre Pentagon. Când Pentagonul a fost restaurat în 2001–2002, s-au construit o capelă și un monument interior, în locul în care zborul 77 a căzut în clădire.
La Shanksville, se va construi un monument permanent cu niște copaci sculptați formând un cerc în jurul locului prăbușirii, tăiat de calea avionului, iar numele victimelor vor fi scrise pe clopote de vânt. Un monument temporar se află la 450 m de locul prăbușirii.
Pompierii din New York City au donat un monument pompierilor voluntari din Shanksville. Este o cruce din oțel din World Trade Center montată pe o platformă în formă de pentagon. A fost instalat lângă sediul pompierilor la 25 august 2008.
În alte locuri, se construiesc numeroase alte monumente, și familiile victimelor au înființat societăți de caritate și burse împreună cu numeroase alte organizații și persoane.